# 1 000 kilomètres de Monza 1983
Navigation
Édition précédente Édition suivante
Les 1 000 kilomètres de Monza 1983 (officiellement appelé le Trofeo Filippo Caracciolo), disputées le 10 avril 1983 sur le Circuit de Monza ont été la première manche du Championnat du monde des voitures de sport 1983 et du Championnat d'Europe des voitures de sport 1983.

## La course

### Classement de la course
Voici le classement officiel au terme de la course,,.
- Les premiers de chaque catégorie du championnat du monde sont signalés par un fond jaune.
- Pour la colonne Pneus, il faut passer le curseur au-dessus du modèle pour connaître le manufacturier de pneumatiques.
- Les voitures ne réussissant pas à parcourir 75% de la distance du gagnant sont non classées (NC).

| Pos  | Classe | no  | Écurie                         | Pilotes                                              | Châssis                             | Pneus | Tours | Temps                            |
| Pos  | Classe | no  | Écurie                         | Pilotes                                              | Moteur                              | Pneus | Tours | Temps                            |
| ---- | ------ | --- | ------------------------------ | ---------------------------------------------------- | ----------------------------------- | ----- | ----- | -------------------------------- |
| 1    | C      | 11  | Marlboro Joest Racing          | Bob Wollek Thierry Boutsen                           | Porsche 956                         | D     | 173   | 5 h 12 min 6 s 090               |
| 1    | C      | 11  | Marlboro Joest Racing          | Bob Wollek Thierry Boutsen                           | Porsche Type-935 2,6 l Flat-6 Turbo | D     | 173   | 5 h 12 min 6 s 090               |
| 2    | C      | 1   | Rothmans Porsche               | Jochen Mass Jacky Ickx                               | Porsche 956                         | D     | 173   | + 1 min 13 s 710                 |
| 2    | C      | 1   | Rothmans Porsche               | Jochen Mass Jacky Ickx                               | Porsche Type-935 2,6 l Flat-6 Turbo | D     | 173   | + 1 min 13 s 710                 |
| 3    | C      | 12  | New Man Joest Racing           | Rolf Stommelen Clemens Schickentanz Hans Heyer       | Porsche 956                         | D     | 170   | + 3 tours                        |
| 3    | C      | 12  | New Man Joest Racing           | Rolf Stommelen Clemens Schickentanz Hans Heyer       | Porsche Type-935 2,6 l Flat-6 Turbo | D     | 170   | + 3 tours                        |
| 4    | C      | 18  | Boss Obermaier Racing          | Axel Plankenhorn (de) Jürgen Barth Jürgen Lässig     | Porsche 956                         | D     | 163   | + 10 tours                       |
| 4    | C      | 18  | Boss Obermaier Racing          | Axel Plankenhorn (de) Jürgen Barth Jürgen Lässig     | Porsche Type-935 2,6 l Flat-6 Turbo | D     | 163   | + 10 tours                       |
| 5    | C      | 11  | John Fitzpatrick Racing        | John Fitzpatrick David Hobbs                         | Porsche 956                         | G     | 161   | + 12 tours                       |
| 5    | C      | 11  | John Fitzpatrick Racing        | John Fitzpatrick David Hobbs                         | Porsche Type-935 2,6 l Flat-6 Turbo | G     | 161   | + 12 tours                       |
| 6    | C      | 14  | GTi Engineering / Canon Racing | Jan Lammers Tiff Needell Richard Lloyd (en)          | Porsche 956                         | D     | 161   | + 12 tours                       |
| 6    | C      | 14  | GTi Engineering / Canon Racing | Jan Lammers Tiff Needell Richard Lloyd (en)          | Porsche Type-935 2,6 l Flat-6 Turbo | D     | 161   | + 12 tours                       |
| 7    | C      | 2   | Rothmans Porsche               | Derek Bell Al Holbert                                | Porsche 956                         | D     | 161   | + 12 tours                       |
| 7    | C      | 2   | Rothmans Porsche               | Derek Bell Al Holbert                                | Porsche Type-935 2,6 l Flat-6 Turbo | D     | 161   | + 12 tours                       |
| 8    | C      | 23  | Scuderia Sivama                | Roberto Sigala Duilio Truffo (pl)                    | Lancia LC1                          | D     | 154   | + 19 tours                       |
| 8    | C      | 23  | Scuderia Sivama                | Roberto Sigala Duilio Truffo (pl)                    | Lancia 1,4 l I4 Turbo               | D     | 154   | + 19 tours                       |
| 9    | C      | 4   | Martini Lancia                 | Michele Alboreto Riccardo Patrese                    | Lancia LC2                          | P     | 151   | + 22 tours                       |
| 9    | C      | 4   | Martini Lancia                 | Michele Alboreto Riccardo Patrese                    | Ferrari 263C 2,6 l V8 Turbo         | P     | 151   | + 22 tours                       |
| 10   | B      | 88  | Racing Team Jürgensen GmbH     | Edgar Dören Hans Christian Jürgensen                 | BMW M1                              | ?     | 145   | + 28 tours                       |
| 10   | B      | 88  | Racing Team Jürgensen GmbH     | Edgar Dören Hans Christian Jürgensen                 | BMW M88/1 3,5 l I6 Atmo             | ?     | 145   | + 28 tours                       |
| 11   | B      | 82  | Team Castrol                   | Jens Winther Wolfgang Braun                          | BMW M1                              | D     | 145   | + 28 tours                       |
| 11   | B      | 82  | Team Castrol                   | Jens Winther Wolfgang Braun                          | BMW M88/1 3,5 l I6 Atmo             | D     | 145   | + 28 tours                       |
| 12   | B      | 83  | Georg Memminger (de)           | Georg Memminger (de) Heinz Kuhn-Weiss (de)           | Porsche 930                         | D     | 136   | + 37 tours                       |
| 12   | B      | 83  | Georg Memminger (de)           | Georg Memminger (de) Heinz Kuhn-Weiss (de)           | Porsche Type-930 3,3 l Flat-6 Turbo | D     | 136   | + 37 tours                       |
| 13   | B      | 85  | Equipe Alméras Frères          | Jean-Marie Alméras Roland Biancone Jacques Guillot   | Porsche 930                         | M     | 136   | + 37 tours                       |
| 13   | B      | 85  | Equipe Alméras Frères          | Jean-Marie Alméras Roland Biancone Jacques Guillot   | Porsche Type-930 3,3 l Flat-6 Turbo | M     | 136   | + 37 tours                       |
| 14   | Gr. 6  | 106 | Jolly Club                     | Carlo Facetti Martino Finotto "Gimax"                | Osella PA9/82                       | ?     | 133   | + 40 tours                       |
| 14   | Gr. 6  | 106 | Jolly Club                     | Carlo Facetti Martino Finotto "Gimax"                | BMW Carma 1,4 l I4 Turbo            | ?     | 133   | + 40 tours                       |
| Abd. | Gr. 6  | 101 | Ruggero Parpinelli             | Ruggero Parpinelli Silvano Frisori                   | Osella PA8                          | ?     |       | Abandon                          |
| Abd. | Gr. 6  | 101 | Ruggero Parpinelli             | Ruggero Parpinelli Silvano Frisori                   | BMW M12 I4 Atmo                     | ?     |       | Abandon                          |
| Abd. | B      | 81  | Bernd Schiller                 | Bernd Schiller Günter Steckkönig (de)                | Porsche 930                         | ?     | 70    | Moteur                           |
| Abd. | B      | 81  | Bernd Schiller                 | Bernd Schiller Günter Steckkönig (de)                | Porsche Type-930 3,3 l Flat-6 Turbo | ?     | 70    | Moteur                           |
| Abd. | C      | 22  | Scuderia Sivama                | Joe Castellano (de) Luigi Moreschi (de)              | Lancia LC1                          | D     | 44    | Perte de roue                    |
| Abd. | C      | 22  | Scuderia Sivama                | Joe Castellano (de) Luigi Moreschi (de)              | Lancia 1,4 l I4 Turbo               | D     | 44    | Perte de roue                    |
| Abd. | C Jr.  | 51  | Manns Racing                   | Les Blackburn Roy Baker                              | Harrier RX83C                       | A     | 38    | Rotor                            |
| Abd. | C Jr.  | 51  | Manns Racing                   | Les Blackburn Roy Baker                              | Mazda 13B 1,3 l 2-Rotor Turbo       | A     | 38    | Rotor                            |
| Abd. | C      | 19  | Richard Cleare Racing (pl)     | Tony Dron (en) Richard Cleare (pl) Margie Smith-Haas | Porsche CK5                         | D     | 32    | Fuite d'huile                    |
| Abd. | C      | 19  | Richard Cleare Racing (pl)     | Tony Dron (en) Richard Cleare (pl) Margie Smith-Haas | Porsche Type-935 3,0 l Flat-6 Turbo | D     | 32    | Fuite d'huile                    |
| Abd. | C      | 5   | Martini Lancia                 | Piercarlo Ghinzani Teo Fabi                          | Lancia LC2                          | P     | 24    | Dégat à la suite d'une crevaison |
| Abd. | C      | 5   | Martini Lancia                 | Piercarlo Ghinzani Teo Fabi                          | Ferrari 263C 2,6 l V8 Turbo         | P     | 24    | Dégat à la suite d'une crevaison |
| Abd. | Gr. 6  | 111 | Arcadio Pezzali                | Arcadio Pezzali                                      | Osella PA7                          | ?     | 14    | Seulement la Course Gr.6         |
| Abd. | Gr. 6  | 111 | Arcadio Pezzali                | Arcadio Pezzali                                      | BMW M12 2,0 l I4 Atmo               | ?     | 14    | Seulement la Course Gr.6         |
| Abd. | Gr. 6  | 105 | "Gimax"                        | "Gimax"                                              | Osella PA9                          | ?     | 14    | Seulement la Course Gr.6         |
| Abd. | Gr. 6  | 105 | "Gimax"                        | "Gimax"                                              | BMW M12 2,0 l I4 Atmo               | ?     | 14    | Seulement la Course Gr.6         |
| Abd. | Gr. 6  | 109 | Adriano Gozzi                  | Adriano Gozzi                                        | Lucchini S280                       | ?     | 14    | Seulement la Course Gr.6         |
| Abd. | Gr. 6  | 109 | Adriano Gozzi                  | Adriano Gozzi                                        | BMW M12 2,0 l I4                    | ?     | 14    | Seulement la Course Gr.6         |
| Abd. | Gr. 6  | 104 | Scuderia Vesuvio               | Alfonso Merendino (it)                               | Osella PA9                          | ?     | 14    | Seulement la Course Gr.6         |
| Abd. | Gr. 6  | 104 | Scuderia Vesuvio               | Alfonso Merendino (it)                               | BMW M12 2,0 l I4 Atmo               | ?     | 14    | Seulement la Course Gr.6         |
| Abd. | Gr. 6  | 103 |                                | Pasquale Barberio                                    | Osella PA9                          | ?     | 14    | Seulement la Course Gr.6         |
| Abd. | Gr. 6  | 103 | BMW M12 2,0 l I4 Atmo          | Pasquale Barberio                                    |                                     | ?     | 14    | Seulement la Course Gr.6         |
| Abd. | B      | 84  | Giuseppe Arlotti               | Luigi Colzani Bruno Rebai                            | Porsche 930                         | ?     | 14    | Accident                         |
| Abd. | B      | 84  | Giuseppe Arlotti               | Luigi Colzani Bruno Rebai                            | Porsche Type-930 3,3 l Flat-6 Turbo | ?     | 14    | Accident                         |
| Abd. | Gr. 6  | 107 | Giovanni Siliprandi            | Giovanni Siliprandi                                  | Lucchini S280                       | ?     | 0     | Abandon                          |
| Abd. | Gr. 6  | 107 | Giovanni Siliprandi            | Giovanni Siliprandi                                  | BMW M12 2,0 l I4 Atmo               | ?     | 0     | Abandon                          |
| Np.  | B      | 21  | Maurizio Micangeli             | Maurizio Micangeli Carlo Pietromarchi                | De Tomaso Pantera                   | ?     |       | Moteur durant les essais         |
| Np.  | B      | 21  | Maurizio Micangeli             | Maurizio Micangeli Carlo Pietromarchi                | BMW M12 2,0 l I4 Atmo               | ?     |       | Moteur durant les essais         |

## Pole position et record du tour
- Pole position :  Piercarlo Ghinzani (#5 Martini Lancia) en 1 min 35 s 860
- Meilleur tour en course :  John Fitzpatrick (#16 John Fitzpatrick Racing) en 1 min 40 s 400

## À noter
- Longueur du circuit : 5,800 km
- Distance parcourue par les vainqueurs : 1 003,400 km